# Lino Aguirre Garcia
Lino Aguirre Garcia (* 23. September 1895 in Mezticacán, Jalisco, Mexiko; † 20. Februar 1975 in Culiacán, Sinaloa) war Bischof von Culiacán.

## Leben
Lino Aguirre Garcia studierte Katholische Theologie und Philosophie am Priesterseminar in Guadalajara. Aguirre Garcia empfing am 9. November 1919 das Sakrament der Priesterweihe.
Am 22. Januar 1944 ernannte ihn Papst Pius XII. zum Bischof von Sinaloa. Der Erzbischof von Guadalajara, José Garibi y Rivera, spendete ihm am 12. März desselben Jahres die Bischofsweihe; Mitkonsekratoren waren der Bischof von Huejutla, Manuel Jerónimo Yerena y Camarena, und der emeritierte Erzbischof von Monterrey, José Guadalupe Ortíz y López.
Er nahm an der ersten Sitzungsperiode des Zweiten Vatikanischen Konzils als Konzilsvater teil.
Am 20. August 1969 nahm Papst Paul VI. das von Lino Aguirre Garcia aus Altersgründen vorgebrachte Rücktrittsgesuch an und ernannte ihn zum Titularbischof von Aquae Flaviae ernannt. Am 31. Dezember 1970 verzichtete Aguirre Garcia auf das Titularbistum Aquae Flaviae. 